# Mirabilidiplosis undata
Mirabilidiplosis undata är en tvåvingeart som beskrevs av Fedotova 2004. Mirabilidiplosis undata ingår i släktet Mirabilidiplosis och familjen gallmyggor. Inga underarter finns listade i Catalogue of Life.